# Лёченталь
Лёченталь (нем. Lötschental) — долина реки Лонцы (правый приток реки Роны) в швейцарском кантоне Вале, в Бернских Альпах. Перевал Лёчен ведёт к Кандерштегу в Бернском Оберланде и прорезан железнодорожным тоннелем Лёчберг. Перевал Лёченлюке ведёт из долины на Алечский ледник.
Расположена между горами Бичхорн (3934 м), Хокенхорн (3293 м), Вилерхорн (3307 м) и Петерсграт (3202 м). В составе региона Юнгфрау-Алеч-Бичхорн в декабре 2001 года включена ЮНЕСКО в Список объектов всемирного наследия.